# Пасикрат, Валентион и Јулије
Свети мученици Пасикрат, Валентион и Јулије са другима су хришћански светитељи. Били су војници римски; пострадали за Христа у Доростолу Македонском око 302. године. Када је Пасикрату пришао брат његов Папијан, који је одступи од Христа из страха, и почео га наговарати да се одрекне Христа и остане жив, одговорио му је свети Пасикрат: "Иди од мене, ти ми ниси брат!" Пасикрат и Валентион су заједно посечени. Јулије је рекао на суду: "Ја сам ветеран, двадесет шест година служио сам верно цару, па кад сам до сада био веран нижем, како сад да не будем веран вишем?" тј. Цару небеском. По том је Никандар изведен пред префекта Максима. Жена Никандрова храбрила свога мужа, да погине за Христа. "Глупа бабо," рекао јој је љутито Максим, "теби се хоће бољи муж!" Одговорила му је жена: "Ако ти тако мислиш о мени, нареди, нека мене сад погубе пре мога мужа!" Са Никандром погинуо је и Маркијан. Жена његова дошла је на губилиште носећи сина на рукама. Маркијан је пољуби сина и помолио се Богу да се брине о њему. Потом су посечени.
Српска православна црква слави их 25. маја по црквеном, а 7. јуна по грегоријанском календару.